# Pontus Hultén

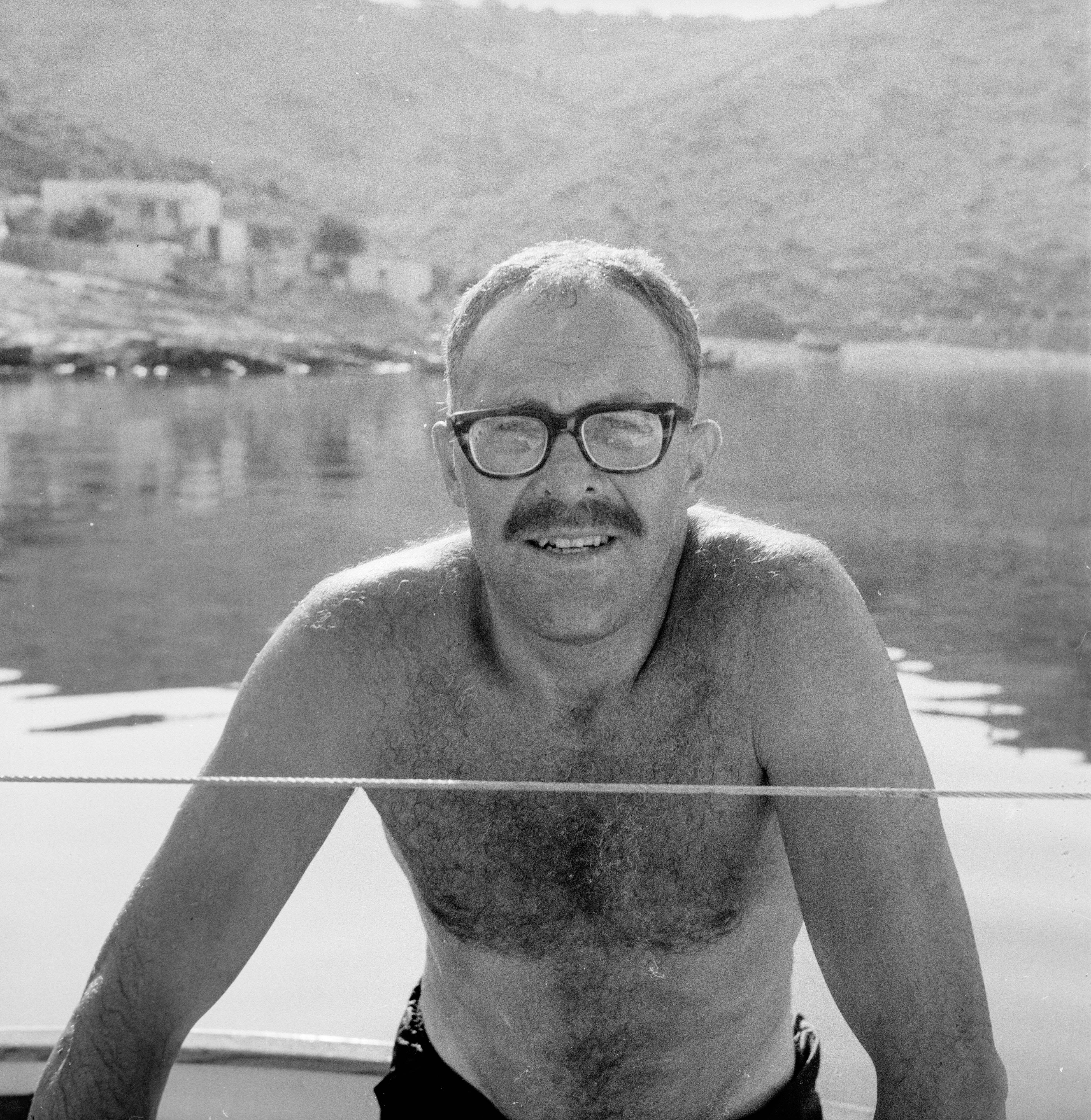
Pontus Hultén, Foto: Göran Schildt

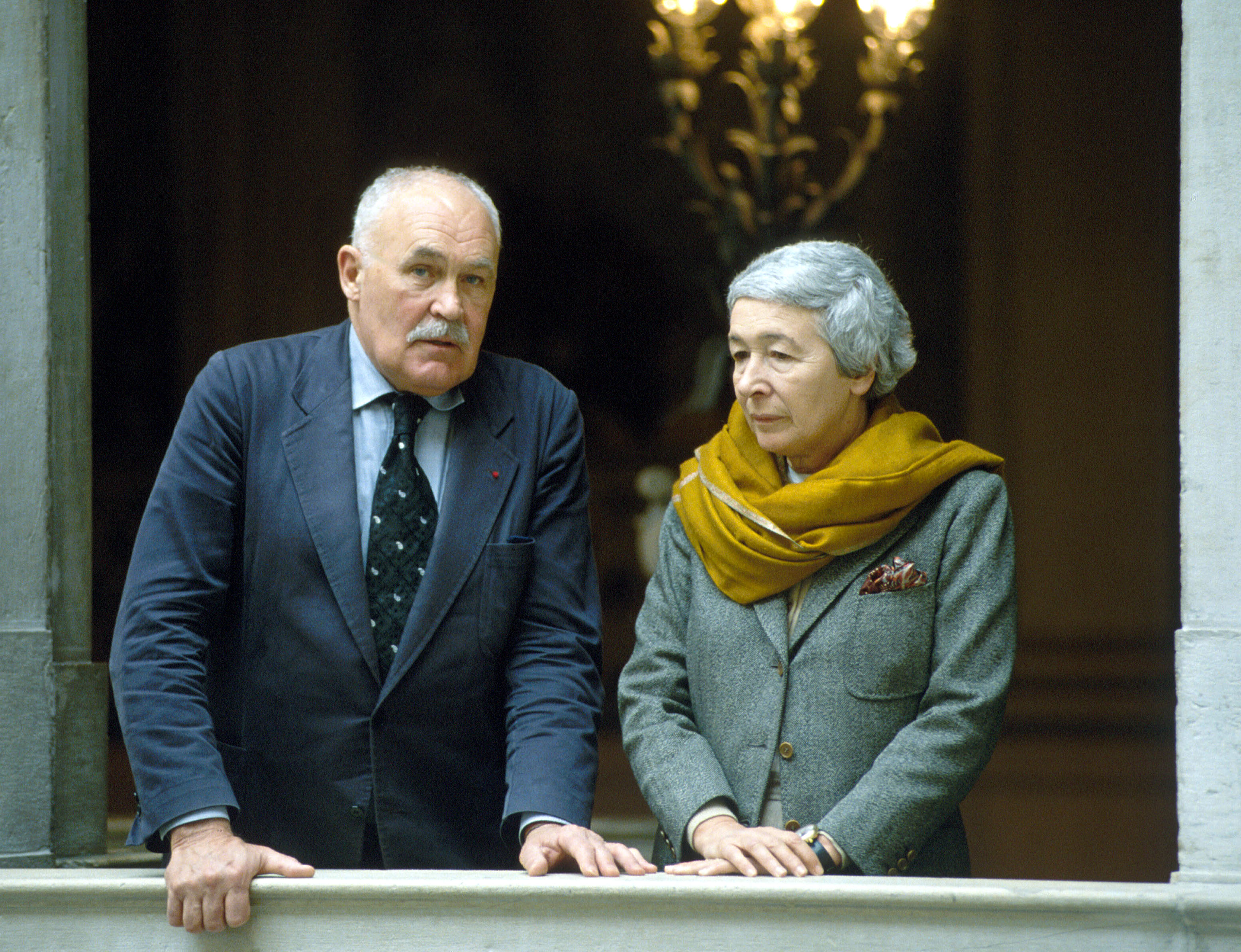
Pontus Hultén mit Gae Aulenti (1986)

Pontus Hultén, eigentlich Karl Gunnar Pontus Hultén (* 21. Juni 1924 in Stockholm; † 26. Oktober 2006 ebenda), war ein schwedischer Kunsthistoriker, Universitätsprofessor, Kunstsammler, Gründungsdirektor sechs wichtiger Museen und einer der wichtigsten Ausstellungsmacher des 20. Jahrhunderts. In Fachkreisen galt er als visionär und unorthodox.

## Leben und Werk
Pontus Hultén war 1996 Gründungsintendant des vom Tessiner Architekten Mario Botta entworfenen Museum Tinguely in Basel. 1954 hatte er den Schweizer Maler und Bildhauer Jean Tinguely (1925–1991) in Paris kennengelernt und ihn sein Leben lang begleitet.
1958 war Hultén Gründungsdirektor des Moderna Museet in Stockholm (1957–1973 dort tätig) sowie Gründungsdirektor des Pariser Centre Georges Pompidou und der Kunst- und Ausstellungshalle der Bundesrepublik Deutschland in der Bonner Museumsmeile (1992). Zu seinen wichtigsten und bahnbrechenden Sonderausstellungen zählen unter anderem Paris – New York (1977), Paris – Berlin (1978) und Paris – Moskau (1979) im Centre Georges Pompidou sowie im Stockholmer Moderna Museet 4 Americans (1962), die erstmals das Werk von Robert Rauschenberg (1925–2008, Pop Art) und Jasper Johns (* 1930, Pop Art) nach Europa brachte, im Jahre 1963 eine viel beachtete Retrospektive von Jackson Pollock (1912–1956, Abstrakter Expressionismus) und Action Painting sowie 1968 eine weltweit erste Retrospektive von Andy Warhol (1928–1987, Pop Art). Noch vor dem Fall des Eisernen Vorhangs wurde er durch seine Präsentationen zum gefragten Kulturbotschafter.
1981 gründete Hultén das Museum of Contemporary Art in Los Angeles und war Direktor des Palazzo Grassi in Venedig, in dem er 1986 die erste Ausstellung überhaupt präsentierte.
Zu seinen Künstlerfreunden zählten besonders Niki de Saint Phalle, Jean Tinguely, Claes Oldenburg, Sam Francis und Rebecca Horn.
2005 schenkte Pontus Hultén dem Stockholmer Moderna Museet seine rund 700 Werke umfassende Privatsammlung, die er selbst in drei Sektionen einteilte: Pontus’ Freunde (mit vor allem Künstlern seiner Generation, die seit den 1950/60er Jahren neue künstlerische Konzepte entwickelten), Hultén im Spiegel (vereint sehr persönliche, dem Kunsthistoriker gewidmete Werke und Porträts, unter anderem von Roberto Matta und Piotr Kowalski) sowie Zwischen Zeichen und Zeichnung (mit sehr qualitätvollen graphischen Arbeiten, zugleich das Herzstück der Sammlung, mit Werken von Max Ernst, Kasimir Malewitsch, Marcel Duchamp und Constantin Brâncuși).

## Publikationen
- Niki de Saint Phalle. Sonderausgabe Schulbuch. Hatje Cantz Verlag, 1995.
- Machine as Seen at the End of the Mechanical Age. Museum of Modern Art, New York 1968, ISBN 978-0870-70440-6.
- (Vorw.): Brancusi. photographe. Musée National d’Art Moderne, Centre National d’Art Moderne Georges Pompidou, Paris 1982, ISBN 2-85850-025-8.
- mit Natalia Dumitresco, Alexandre Istrati: Brancusi. Klett-Cotta, Stuttgart 1986, ISBN 3-608-76226-4.
- mit Henriette Hahnloser: Museum Jean Tinguely Basel. Die Sammlung. Benteli Verlag, 1996, ISBN 3-7165-1043-2. (Diese Dokumentation der Sammlung umfasst die wichtigsten Werke des bedeutenden Schweizer Eisenplastikers).
- mit Mario Botta, Niki de Saint Phalle, Margrit Hahnloser, Andres Pardey: Museum Jean Tinguely Basel. Englische Ausgabe. Benteli Verlag 1996, ISBN 3-7165-1051-3. (Dokumentation der Sammlung des neu eröffneten Museums mit Berücksichtigung ästhetischer Aspekte des Museumsbaus).
- mit Niki de Saint Phalle, Michel de Grèce, Ulrich Krempel: Niki de Saint Phalle. Monographie. Bilder, Schiessbilder, Assemblagen, Reliefs. 1949–2000. Benteli Verlag, 2001, ISBN 3-716-51258-3.

## Ausstellung
Postum zu Ehren von  Pontus Hultén
- 2004: Pontus Hulten. Un esprit libre, Centre Pompidou, Paris, 23. Juni bis 27. September 2004
- 2025–2026: Niki de Saint Phalle, Jean Tinguely, Pontus Hulten, Grand Palais, Paris, 26. Juni 2025 bis 4. Januar 2026[1]